# 殿居郵便局
殿居郵便局（とのいゆうびんきょく）は、山口県下関市豊田町殿居にある郵便局。
二代目局舎は「旧殿居郵便局局舎」として山口県指定文化財（有形文化財）に指定されている。

## 概要
1902年（明治35年）に開局。大正時代、殿居郵便局の局長となった河田寛は洋風建築へ改築する意向をもち、地元の大工棟梁だった山本安一とともに上京して洋風建築を見学。山本らの手により1923年（大正12年）3月に二代目の局舎が完成した。
1981年（昭和56年）、二代目局舎横に木造平屋建て瓦葺きの三代目局舎が完成した。
三代目局舎の老朽化により、2023年（令和5年）1月30日に四代目局舎に新築移転。同年2月に三代目局舎が解体されるまで二代目局舎から四代目局舎の三つの郵便局舎が並ぶこととなり話題となる。

## 沿革
- 1902年（明治35年）開局[1]
- 1923年（大正12年）3月 - 二代目局舎完成[2]
- 1981年（昭和56年） - 三代目局舎完成[2]
- 2023年（令和5年）1月30日 - 四代目局舎が完成し新築移転[2]

## 旧殿居郵便局局舎
1923年（大正12年）3月に完成した二代目局舎は「旧殿居郵便局局舎」として山口県指定文化財（有形文化財）に指定されている。木造平屋建て一部八角塔屋2階付きの洋風建築の建物である。
1977年（昭和52年）3月29日山口県教育委員会告示第1号により県指定文化財に指定。指定当時、建築年は1924年（大正13年）と伝えられていたが、棟札が発見されたことで建築年が1923年（大正12年）であることがわかった。平成3年9月27日、台風19号により局舎の尖塔が落下する被害を受けた。
主屋
基礎は花崗岩布石敷。外壁は横羽目板張り、屋根は鉄板葺きである。
塔屋
木造の建物で腰及び小壁はモルタル塗、他は横羽目板張りとなっている。屋根は八角ドーム銅板葺きである。

## アクセス
- ブルーライン交通殿居バス停

## 周辺
- 見龍寺
- 毛利元鎮墓所
- 西教寺